# Młyn w Nowosolnej
Młyn w Nowosolnej – młyn motorowy zbożowy wybudowany w okresie międzywojennym w Nowosolnej (obecnie część Łodzi). Obiekt wpisany do gminnej ewidencji zabytków. 

## Historia
Młyn w Nowosolnej został wybudowany przez przedsiębiorców niemieckiego pochodzenia po I wojnie światowej (być może w 1934 r.) jako budynek murowany z cegły na rzucie prostokąta, z dachem dwuspadowym krytym papą. Był to młyn handlowo-przemysłowy, pracujący na potrzeby piekarń w Łodzi. Początkowo był zasilany silnikiem spalinowym na ropę, następnie silnikiem na koks-gaz ssany oraz silnikiem elektrycznym. Ulegał kilkakrotnie przebudowom. Jego wyposażenie ulegało unowocześnieniu: początkowo składało się z 4 par walców, śrutownika i urządzeń czyszczących. Jego moc przemiałowa w okresie międzywojennym wynosiła 10–12 t zboża na dobę. W okresie II wojny światowej był niemal bez przerwy czynny. W okresie PRL został upaństwowiony i pracował pod zarządem „Gminnej Spółdzielni „Samopomoc Chłopska” w Andrespolu. Jego moc przemiałowa w okresie PRL (lata 70. XX wieku) wzrosła do 20 t zboża na dobę. W 1988 r. obiekt znalazł się w granicach administracyjnych Łodzi na skutek decyzji o włączeniu obszaru wsi Nowosolna w granice tego miasta. W latach 90. XX wieku był przez pewien czas zarządzany przez prywatnego przedsiębiorcę, lecz zawiesił działalność z powodu nierentowności.

## Współczesność
W 2021 r. młyn przeszedł rewitalizację. Pomieszczenia zostały przystosowane do działalności handlowo-usługowej. W 2024 r. pełni funkcję lokalnego centrum handlowo-usługowego, w którym mieści się sklep spożywczy, przedszkole i salon kosmetyczny.